# Failsworth
Failsworth ist eine Stadt in der Region Greater Manchester in England. Sie liegt 3,7 Meilen (6,0 km) nordöstlich des Stadtzentrums von Manchester und 2,9 Meilen (4,7 km) südwestlich von Oldham. Die Umgehungsstraße M60 führt im Osten an Failsworth vorbei. Die Einwohnerzahl lag 2019 bei 18.843. Historisch gesehen war Failsworth in Lancashire bis zum 19. Jahrhundert eine Bauernsiedlung, die eng mit Manchester verbunden war. Die Verfügbarkeit von Arbeitskräften und Kohle führten zur Industrialisierung der Region. Heute ist Failsworth vorwiegend eine Vorstadt.

## Geografie
Failsworth liegt 163 Meilen (262 km) nordnordwestlich von London, als südliche Spitze des Metropolitan Boroughs Oldham, und grenzt an Manchester (Nord bis Südwest) und Tameside (Süd bis Ost). Es wird von der Straße A62 zwischen Manchester und Oldham, von der ehemaligen Bahnlinie des Oldham Loop und vom Rochdale-Kanal durchquert, der seine nordwestliche Ecke durchzieht. Die Autobahn M60 führt hindurch. Für das Office for National Statistics zählt Failsworth als Teil der Region Greater Manchester.
Das Land in Failsworth fällt sanft von Osten nach Westen ab, weg von den Pennines und von Bächen, die es im Nordwesten (Moston Brook) und Südosten (Lord’s Brook) begrenzen. Failsworth hat einen Landschaftspark, Daisy Nook, auf hügeligem, bewaldetem Land an seiner östlichen Grenze, das größtenteils dem National Trust gehört. Er eignet sich zum Wandern, Reiten, Angeln und für andere Aktivitäten.

## Geschichte
Die frühe Siedlung lag an einer Straße, die heute zwischen Manchester und Yorkshire verläuft. Diese römische Nebenstraße war Teil eines Netzes von Manchester nach Norden, wahrscheinlich nach Tadcaster bei York. Der Abschnitt, der durch Failsworth verlief, ist noch heute als Roman Road bekannt. Sie wurde über Sumpfland gebaut und auf Reisig mit einer harten Oberfläche verlegt.
Frühe Quellen deuten darauf hin, dass das Gebiet bereits in angelsächsischer Zeit besiedelt war. Der kleine Weiler mit verstreuten Behausungen aus rauem lokalem Stein, Lehm und Ton mit Strohdächern könnte auf einem Gelände gestanden haben, das höher lag als das umliegende Sumpfland. Das tägliche Leben konzentrierte sich auf Viehzucht und Landwirtschaft.
Im Domesday Book von 1086 nicht erwähnt, erscheint Failsworth in einer Aufzeichnung von 1212 als Fayleswrthe, eine Siedlung, die als thegnage estate oder Herrenhaus mit vier oxgangs Land dokumentiert wurde. Zwei Ochsengänge zu einem jährlichen Satz von 4 Schillingen waren vom Pächter, Gilbert de Notton, an Adam de Prestwich zu zahlen, der wiederum Steuern an König Johann Ohneland entrichtete. Die anderen beiden Ochsengänge wurden vom Lord of Manchester als Teil seiner Grundsteuer gehalten. In der Mitte des 13. Jahrhunderts erwarb die Familie Byron die gesamte Township. Abgesehen von einem kleinen Anwesen, das von Cockersand Abbey gehalten wurde, ging Failsworth an die Familie Chetham über und wurde dann an kleinere Besitzer weiterverkaufte.
Bis 1663 waren 50 Haushalte registriert. Das Leben konzentrierte sich auf natürliche Ressourcen, Ackerbau und Viehzucht, wobei viele als Arbeiter zur Bearbeitung des Landes angestellt waren, aber auch Handwerker wie ein Schneider, ein Filzmacher, ein Schuhmacher, ein Schreiner und ein Weber unterstützten sie. Die früheste Aufzeichnung eines Gotteshauses ist die Dob Lane Chapel aus dem Jahr 1698.
Im Jahr 1774 gab es in den 242 Haushalten von Failsworth etwa 1.400 Einwohner, von denen ein hoher Anteil in der Tuchherstellung tätig war. Die Entwicklung des englischen Textilgewerbes wurde zwischen 1500 und 1760 durch eine wichtige Gesetzgebung unterstützt: Eine Reihe von Gesetzen wurde verabschiedet, um den Anbau von Flachs zu fördern. Es wurden Zuschüsse für Flachsanbauer gewährt und Zölle auf ausländische Importe erhoben, obwohl Manchesters umfangreicher Leinenhandel Garn verwendete, das aus Holland und Irland importiert wurde.
Im Jahr 1914 wurde die regelmäßige Daisy Nook Easter Fair mit dem Ausbruch des Ersten Weltkriegs eingestellt, aber 1920 wieder aufgenommen. Am 8. Juni 2007 wurde ein Werk von L. S. Lowry aus dem Jahr 1946 mit dem Titel Good Friday, Daisy Nook für 3.772.000 Pfund verkauft, das damals höchste Gebot, das je für eines seiner Gemälde gezahlt wurde.

## Wirtschaft
Failsworth ist und war ein Zentrum der Hutmacherei. Sie begann als Heimindustrie, bevor 1903 die Firma Failsworth Hats gegründet wurde, die Seidenhüte herstellte. Eine Zeit lang hatte das Unternehmen eine Fabrik in der Nähe des ehemaligen Failsworth Council Offices und ist bis heute in der Gegend ansässig. Weitere Aktivitäten sind die Herstellung von Elektrogeräten sowie die Kunststoffproduktion. Viele Bewohner von Failsworth arbeiten in Manchester: Die gute Verkehrsanbindung umfasst einen Straßenbahndienst von der Failsworth Metrolink-Station an der Oldham-Rochdale-Linie der Manchester Metrolink.

## Persönlichkeiten
- Roy Fuller (1912–1991), Dichter
- Jim Ratcliffe (* 1952), Unternehmer